# ثيا د. هودج
ثيا د. هودج (بالإنجليزية: Thea D. Hodge)‏ هي عَالِمَة حاسوب أمريكية، ولدت في 8 نوفمبر 1922، وتوفيت في 3 مارس 2008.